# 科夫雷德佩羅特峰
19°29.52′N 97°9′W / 19.49200°N 97.150°W

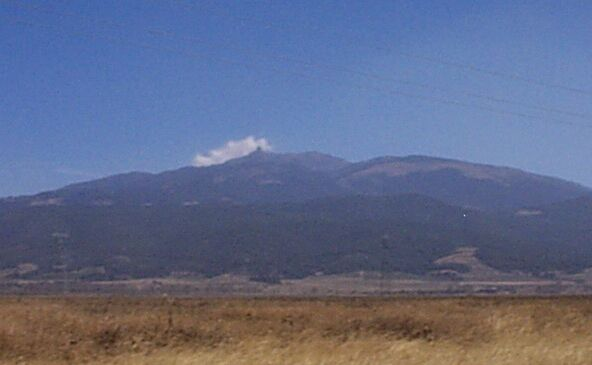

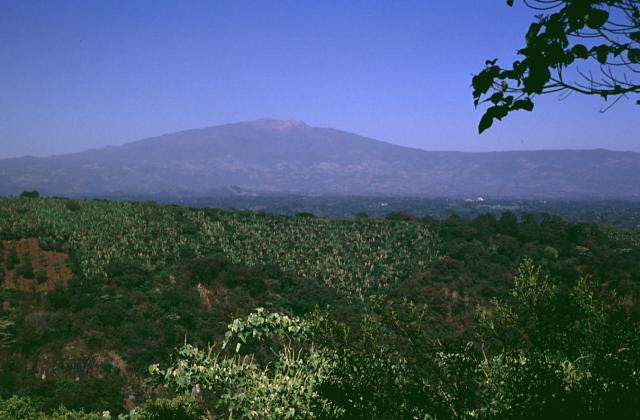

科夫雷德佩羅特峰是墨西哥的火山，位於跨墨西哥火山帶，由韋拉克魯斯州負責管轄，海拔高度4,282米，最近一次火山噴發在1150年左右發生。

## 外部連結
- Programa de manejo del Parque nacional Cofre de Perote, Universidad Veracruzana